# Torre Eiffel
La Torre Eiffel, Tour Eiffel en francès, és una torre formada per una estructura reticulada de ferro colat, situada al Camp de Mart (París) - en francès, Champ de Mars - a l'extrem que toca al Sena, no gaire lluny del riu).
Fou erigida amb motiu de l'Exposició Universal de París (1889), segons el disseny de l'enginyer Alexandre Gustave Eiffel, i va suposar una fita decisiva en la construcció amb ferro. Tot i que s'havia de desmuntar així que s'acabés aquesta exposició, hom va acabar decidint de no fer-ho.
Quan va ser construïda era el monument més alt del món, amb 300 metres d'altura, i pesava al voltant de 7.300 tones, tot i que avui dia es calcula que en pesa més de 10.000, a causa dels elements que s'hi han anat afegint: el museu, restaurants, magatzems, botigues, etc.
Segons el projecte inicial, la torre havia de tenir 350 metres, però els veïns es van alarmar pel perill que un edifici tan alt pogués caure i s'hi van manifestar en contra, cosa que féu decidir de reduir-ne l'altura. A l'alçada inicial cal sumar-hi avui dia els 24 m de l'antena de comunicacions que hi ha al capdamunt, afegida molt de temps després.
Segons la temperatura ambiental, la cúspide de la Torre Eiffel pot acostar-se o allunyar-se de la base uns vuit centímetres, a causa de la dilatació tèrmica del metall. Segons el lloc web oficial del monument, per a arribar al cim cal pujar 1.665 esglaons.
El manteniment de la torre inclou l'aplicació de cinquanta tones de pintura cada cinc anys, amb la intenció de protegir-la de la corrosió. A vegades, es canvia el color de la pintura (el 2005 la torre mostrava una tonalitat marró). En el primer pis, hi ha ordinadors que permeten de votar l'elecció del futur color de l'estructura. El color original de la torre era el groc, encara que avui dia no queda rastre d'aquest color. La meitat aproximadament de les unions entre les peces que té l'estructura estan fetes per motius de seguretat, és a dir, que la torre es mantindria dreta encara que fallessin la meitat d'aquestes unions. Això ha garantit sempre la fiabilitat de la torre, malgrat que quan es construí molts parisencs temien que pogués caure i fes una catàstrofe. Entre els anys 1889 i 2004, la Torre Eiffel ha rebut més de 200 milions de visitants, provinents tant de la mateixa França com d'arreu del món: és doncs el lloc més visitat del planeta.

## Arquitectura

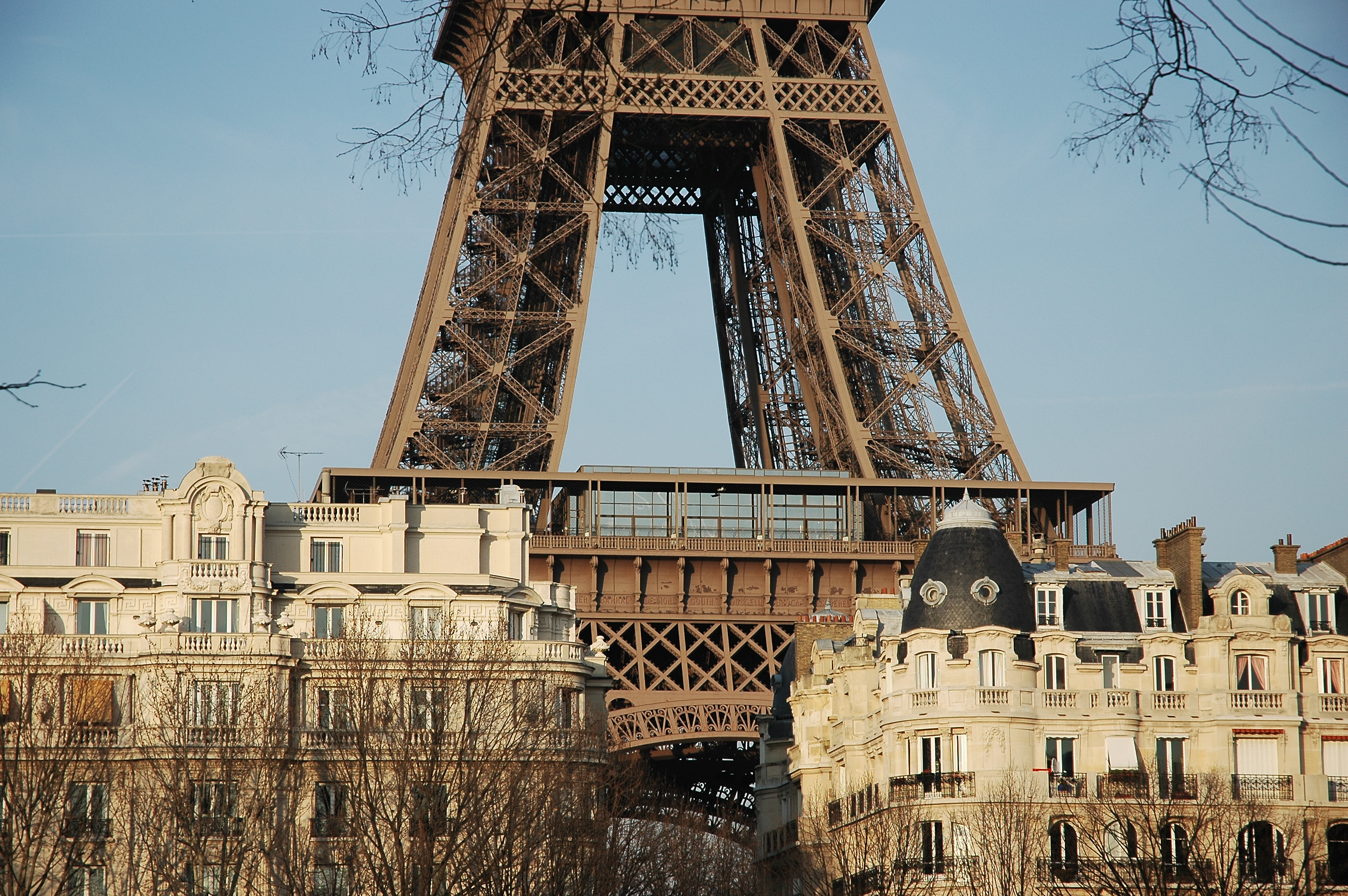
La Torre Eiffel sobresurt a París amb els seus 300 metres d'alçària.

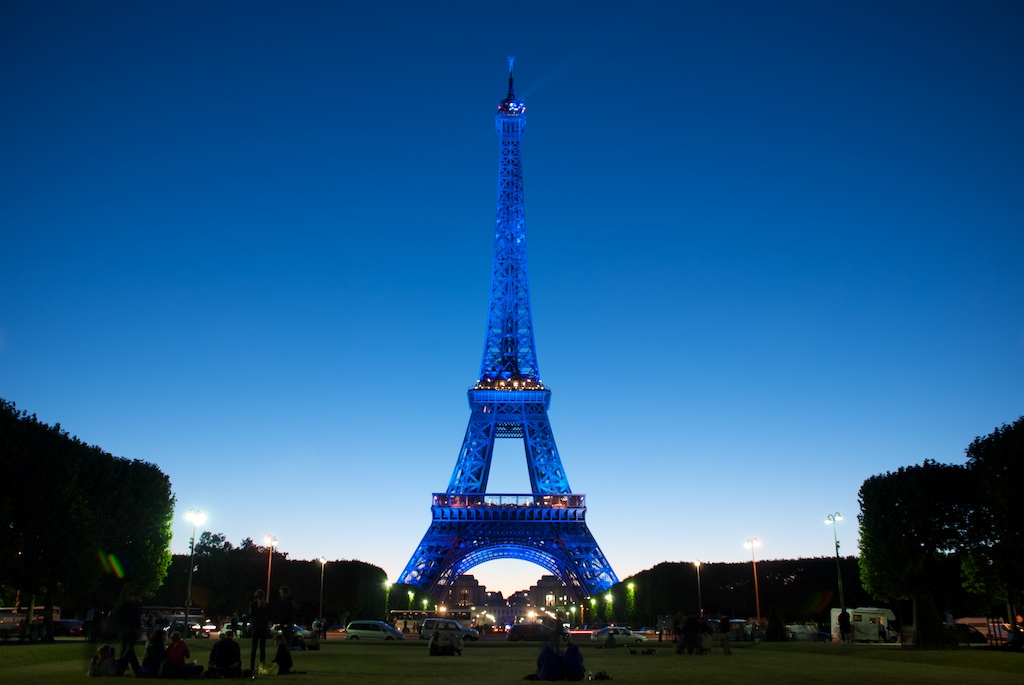
La Torre Eiffel il·luminada de blau el juliol de 2008 per celebrar la Presidència francesa de la Unió Europea.

Inicialment fou un tema de controvèrsia important. La Torre Eiffel va servir com a presentació a l'Exposició Universal de París del 1889, la qual ha acollit més de 236 milions de visitants des de la seva inauguració. La mida excepcional i la silueta immediatament recognoscible van fer de la torre un emblema de París.
Concebuda en la imaginació de Maurice Koechlin i Émile Nouguier, cap de l'oficina d'estudis i cap de l'oficina de mètodes, respectivament, de la companyia Eiffel & Co., va ser pensada per ser el «centre d'atenció de l'exposició de 1889 que se celebraria a París», que a més celebraria el centenari de la Revolució Francesa. El primer pla de la torre va ser realitzat el juny de 1884 i millorat per Stephen Sauvestre, l'arquitecte principal dels projectes de l'empresa, que li va aportar més estètica.
L'1 de maig de 1886, el Ministre de Comerç i Indústria, Édouard Lockroy, entusiasta partidari del projecte, va firmar un decret que declarava obert «un suport per a l'Exposició Universal de 1889». Gustave Eiffel va guanyar aquest suport econòmic i va signar un conveni el 8 de gener de 1887 que va fixar les modalitats de construcció de l'edifici.
Construïda en dos anys, dos mesos i cinc dies (de 1887 a 1889) per 250 obrers, s'inaugurà oficialment el 31 de març de 1889. La Torre Eiffel no coneixerà veritablement un èxit massiu i constant fins als anys seixanta, amb el desenvolupament del turisme internacional. Ara acull més de sis milions de visitants cada any.
Els seus 300 metres d'alçària li van permetre portar el títol de «l'estructura més alta del món» fins a la construcció l'any 1930 de l'Edifici Chrysler, a Nova York. Construïda sobre el Camp de Mart a prop del riu Sena, al 7è districte de París, actualment és administrada per la "Societat per a l'administració de la torre Eiffel" (Société d'exploitation de la tour Eiffel SETE). El lloc, que ocupa 500 persones (250 empleats directes del SETE i 250 dels diferents concessionaris instal·lats sobre el monument), està obert tots els dies de l'any.

### Especificacions tècniques
En les taules inferiors s'indiquen les principals especificitats tècniques de la torre, fent un inventari de les dimensions de l'edifici.

### Nivells de la Torre
La informació següent descriu les principals dades tècniques de cada pis, així com les principals curiositats que s'ofereixen al visitant una vegada allà.

#### La base
| La base          |                            |             |                                                   |                    |
| Posició          | Dimensions                 | Construcció | Dissenyadors                                      | Materials          |
| Peus de la torre | Llarg : 25 m Alçaria : 4 m | 1887        | Maurice Koechlin Émile Nouguier Stephen Sauvestre | Formigó Grava Acer |

La torre s'assenta en un quadrat de 125 metres de costat, segons els mateixos termes del concurs de 1886. Té 325 metres d'altitud amb les seves 116 antenes, està situada a 33,5 metres sobre el nivell del mar.
Els fonaments: els dos pilars situats del costat de l'Escola militar de França reposen sobre una capa de formigó de 2 metres, que a la vegada reposa sobre un llit de grava, fent un clot de 7 metres de profunditat. Els dos pilars de la part del Sena se situen fins i tot per sota del nivell del riu.
Els obrers van treballar en pous de fonamentació metàl·lics estrets en els quals s'injectava aire comprimit (mitjançant el denominat mètode Triger). 16 massissos de fonamentació en sostenen cada una de les vores dels quatre pilars i alguns enormes perns de subjecció de 78 decímetres de longitud fixen el casc en forja d'acer en el qual reposa cada pilar.
Els pilars: actualment, les casetes per a la compra de bitllets ocupen els pilars nord i oest, els ascensors són accessibles des dels pilars est i oest. Les escales (obertes al públic fins al segon pis, i que comprenen 1665 escalons fins al cim) són accessibles des del pilar est. I finalment, el pilar meridional comprèn un ascensor privat, reservat per al personal i per als clients del restaurant gastronòmic Jules-Verne, situat al segon pis.
Els arcs: estirats entre cada un dels quatre pilars, els arcs s'eleven a 39 metres sobre el terra i tenen un diàmetre de 74 metres. Encara que als esbossos inicials de Stephen Sauvestre apareixien molt decorats, ho són molt més avui en dia, però tenen sobretot una funció arquitectònica: endurir l'estructura de la base.

#### El primer nivell
| El primer nivell    |                 |            |             |           |
| Posició             | Dimensiones     | Superfície | Construcció | Materials |
| 57,63 m des del sòl | Llarg : 70,69 m | 4.200 m²   | 1887        | ferro     |

Situat a 57 metres sobre el terra, amb una superfície de 4.200 metres quadrats, pot suportar la presència simultània d'unes 3.000 persones.
Una galeria circular col·locada al primer pis permet una vista de 360 ° sobre París. Aquesta galeria té col·locats diversos mapes d'orientació i prismàtics monoculars que permeten observar els monuments parisencs. Apuntant cap a l'exterior estan inscrits els noms de setanta-dues personalitats del món científic dels segles xviii i xix.
Aquest primer pis acull el restaurant Altitud 95 que s'estén per més de dos nivells. Aquest ofereix d'un costat, una vista panoràmica sobre París, i de l'altre, una vista cap a l'interior de la torre. El seu nom ve de l'altitud del primer pis de la Torre Eiffel, situada a 95 msnm.
També pot veure algunes relíquies relacionades amb la història de la Torre Eiffel, incloent una secció de l'escala en espiral que, a inicis de la construcció del monument, pujava fins al cim. Aquesta escala va ser desmantellada l'any 1986, durant una important tasca de renovació de la torre. En aquell moment es va tallar en 22 seccions de les quals 21 van ser venudes en subhasta, i adquirides majoritàriament per col·leccionistes estatunidencs.
Finalment, un seguiment dels moviments del cim permet descriure les oscil·lacions de la torre sota l'efecte del vent i la dilatació tèrmica. Gustave Eiffel havia exigit que pogués suportar un rang de 7 decímetres d'oscil·lació, que mai s'ha produït, encara que durant una onada de calor el 1976, l'amplitud d'oscil·lació va ser de 18 cm.. I durant una tempesta el desembre de 1999 (amb vents de 240 km/h) va ser de 13 cm..
Pierre Affaticati i Simon Pierrat van saber remeiar aquest problema d'amplitud el 1982 incorporant materials compostos a la carcassa connexa. Una de les particularitats de la torre és que "fuig al sol". En efecte, la calor (i per tant la dilatació de l'acer) en ésser més important del costat assolellat, el cim s'està movent lleugerament en la direcció oposada.

#### El segon nivell
| El segon nivell      |                 |            |             |           |
| Posició              | Dimensions      | Superfície | Construcció | Materials |
| 115,73 m des del sòl | Llarg : 40,96 m | 1 650 m²   | 1888        | Ferro     |

Situat a 115 metres per sobre del terra, posseeix una superfície de 1.650 metres quadrats aproximadament, pot suportar la presència simultània d'unes 1.600 persones.
Es considera que és el pis que posseeix la millor vista, ja que l'altitud és òptima amb relació als edificis que es troben a baix (al tercer pis, són menys visibles) i a la perspectiva general (òbviament més limitada al primer pis). Quan el clima ho permet, es calcula que és possible veure fins a 55 km al sud, 60 al nord, 65 a l'est i 70 a l'oest.
A tot el pis, es van instal·lar finestres de vidre per permetre una vista molt àmplia des de dalt. També estan instal·lades tanques de seguretat de protecció per evitar qualsevol intent de salt al buit, ja sigui un suïcidi o un assoliment esportiu.
El restaurant Le Jules-Verne és un restaurant de renom gastronòmic amb una capacitat de 95 seients, qualificat amb una estrella per la famosa Guia Michelin i amb una qualificació de 16/20 segons els crítics gastronòmics Gault-Millau. Sense canvis des de 1983, any d'obertura del restaurant, el decorat, molt ombrívol, es fon amb discreció en les estructures metàl·liques de la torre, a més de comptar amb un gran finestral que permet tenir una bonica vista sobre París. El seu cap Alain Reix és ajudat permanentment per una trentena de cuiners i servidors (el personal compta amb 90 persones en total), diàriament. Un ascensor «privat» (serveix també al personal de manteniment de la torre), situat al pilar meridional condueix directament a una plataforma de 500 m², exactament a 123 metres d'alçària. A vegades, a causa de la llarga distància que la clientela del restaurant recorre, els coberts són reservats des d'un mes abans per al dinar del migdia i tres mesos per al de la nit.

#### El tercer nivell
| El tercer nivell     |                 |            |             |                                       |
| Posició              | Dimensions      | Superfície | Construcció | Altura inclosa l'antena de televisió: |
| 276,13 m des del sòl | Llarg : 18,65 m | 350 m²     | 1889        | 325 m des del terra                   |

Situat a 275 metres sobre el terra, amb una superfície de 350 m², pot suportar la presència simultània d'unes 400 persones.
L'accés es fa obligatòriament per un ascensor (l'escala està prohibida al públic a partir del segon pis) i s'arriba a un espai tancat ple de mapes d'orientació. En pujar algunes escales, el visitant arriba a una plataforma exterior, de vegades denominada (erròniament) «quart pis».
En aquest pis podem percebre una reconstitució del tipus «Museu Grévin» que mostra a Gustave Eiffel rebent a Thomas Edison, això reforça la idea segons la qual Gustave Eiffel hauria utilitzat el lloc com a oficina. Encara que la realitat històrica és diferent. En realitat, el lloc havia estat ocupat primer pel laboratori meteorològic, abans que fos utilitzat per Gustave Ferrié en els anys 1910 per als seus experiments de telegrafia sense fil (TSH). Dalt de la torre, va ser instal·lada una antena de teledifusió el 1957, la qual després seria completada el 1959 per cobrir prop de 10 milions de llars mitjançant la difusió de televisió analògica terrestre. El 17 de gener de 2005, el dispositiu va ser completat, quan l'emissora francesa de televisió digital, va elevar a 116 el nombre d'antenes de teledifusió i radiodifusió. L'afegit d'aquesta 116a antena va fer créixer l'altura de la torre de 324 a 325 metres.

## Història

Etapes de la construcció de la Torre Eiffel

L'estructura va començar a construir-se el 1887 perquè servís com a arc d'entrada a l'Exposició Universal, una fira mundial organitzada per a commemorar el centenari de la Revolució Francesa. La torre es va inaugurar el 31 de març de 1889, i va ser oberta al públic el 6 de maig d'aquest mateix any. Prop de dos-cents obrers van ensamblar les 18.038 peces de ferro, utilitzant dos milions i mig de reblons, seguint el disseny estructural de Maurice Koechlin. A causa de la proximitat del riu i a la naturalesa del subsòl els seus fonaments tenen, a cadascun dels seus quatre suports, una profunditat d'uns trenta metres. Cadascuna de les seves quatre potes descansa sobre vuit gats hidràulics pel que es pot considerar que en realitat la torre té 32 potes. A diferència dels gratacels moderns, la torre, té una estructura visible, amb només dues plataformes intermèdies i un mirador superior. Malgrat les immenses precaucions d'Eiffel envers els seus operaris (que incloïen l'ús obligatori d'arnesos), un d'ells va morir durant la instal·lació dels elevadors.
Quan es va projectar la torre van pensar que l'haurien de desmuntar una vegada acabada l'exposició. Només la voluntat popular va evitar que es derroqués. A la primera dècada del segle xx els parisencs van demostrar el seu descontentament amb la Torre, i va arribar a un punt que el govern va donar l'ordre de la seva demolició. Però, a causa de la seva gran i potent antena, es va salvar de la destrucció, ja que rebia ones de ràdio alemanyes, a la Primera Guerra Mundial, i va servir de gran ajuda als aliats.
Una llegenda popular assegura que l'enginyer francès Gustave Eiffel va oferir construir la torre a Barcelona per a l'Exposició Universal de 1888, i fins i tot s'han arribat a publicar articles a revistes d'història, però no va ser Eiffel, sinó l'enginyer de Tolosa J. Lapierre qui va presentar un projecte d'una torre de fusta de 210 metres. També va presentar un projecte de torre l'arquitecte Pere Falqués. Tot i l'interès inicial, cap dels dos projectes va avançar per raons pressupostàries.

### La Tercera República i el desenvolupament de les tècniques

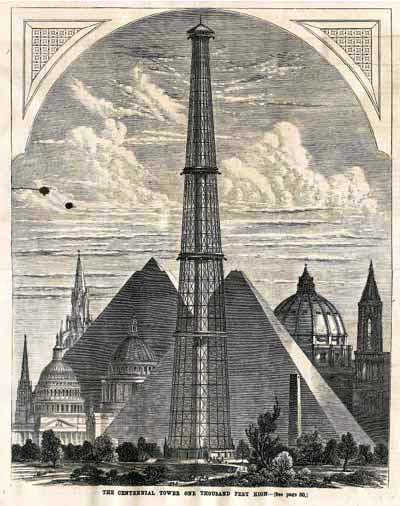
The Centennial Tower (La torre del centenari) és el primer projecte creïble d'una torre de 1000 peus (≈ 300 metres), imaginada el 1874 pels enginyers nord-americans Clark i Reeves per a l'Exposició universal del 1876 a Filadèlfia.

Concebuda el 1884, edificada entre 1887 i 1889 i inaugurada durant l'Exposició Internacional de 1889 a París, la Torre Eiffel simbolitza avui en dia a un país sencer, França.
Tanmateix, no sempre va ser així. La Torre Eiffel va formar part de l'aparador econòmic del país.
Des de 1875, la Tercera República naixent, que es va caracteritzar per la crònica inestabilitat política, amb prou feines es podia sostenir.
En el govern, els partits polítics se succeeixen a un ritme constant. Segons Léon Gambetta, està sovint format per ministres "oportunistes", però l'obra del legislador va posar les pedres dels principis encara vigents en el present: escola obligatòria, laïcitat, llibertat de premsa, etc.
Però la societat de l'època posa encara més atenció en els progressos tècnics i en el progrés social. És aquesta fe en els beneficis de la ciència el que va donar origen a les exposicions universals. Però des de la primera exposició (Gran Exhibició dels Treballs de la Indústria de totes les Nacions [Great Exhibition of the Works of Industry of All Nations], Londres, 1851), els governants perceben ràpidament que darrere de la posada tecnològica es perfila una vitrina política, i seria un error no aprofitar l'oportunitat. Demostrant la seva destresa industrial, el país amfitrió mostra el seu avanç i superioritat sobre altres potències europees, que aleshores dominaven el món. Des d'aquesta visió, França acull repetides vegades l'Exposició Universal, en els anys 1855, 1867 i 1878. Jules Ferry, president del Consell de 1883 a 1885, decideix reviure la idea de celebrar una exposició universal a França. El 8 de novembre de 1884, va signar un decret que estableix oficialment la celebració d'una Exposició Universal a París del 5 de maig al 31 d'octubre d'1889. L'any escollit no va ser l'atzar, perquè simbolitza el centenari de la Revolució Francesa. París és una vegada més el «centre del món». Encara que del costat del Nou Món les coses evolucionen ràpidament i és l'altre costat de l'Atlàntic, en el si de la jove potència econòmica dels Estats Units d'Amèrica, on veritablement naixerà la idea d'una torre de 300 metres. En efecte, en el moment de l'Exposició Universal de Filadèlfia el 1876, els enginyers americans Clark i Reeves, imaginen un projecte d'un pal cilíndric de 9 metres de diàmetre sostingut per obencs metàl·lics, ancorat en una base circular de 45 metres de diàmetre, amb una alçada total de 300 metres. Per falta de crèdits, el seu projecte mai veurà la llum, encara que seria publicat a França a la revista Nature.
En la mateixa situació, l'enginyer francès Sébillot treu idea una «torre-sol» de ferro que il·luminaria París. Per a això, s'uneix amb l'arquitecte Jules Bourdais, qui treballava en el projecte del Palau del Trocadéro per a l'Exposició Universal de 1878. Junts, concebran un projecte de "torre-far" de granit, de 300 metres d'alçària que coneixerà diverses versions, i competirà amb el projecte de torre de Gustave Eiffel, tot i que finalment mai no serà construït.

### Experiments de ciència i radiodifusió
Conscient del risc de destrucció de la torre, Gustave Eiffel va imaginar des del principi que podria prestar serveis a la ciència. Per tant, multiplicà els experiments, finançat en part per ell mateix, fins a la seva jubilació el 1893, després de l'escàndol de Panamà en el qual estava involucrat.
El 1889 va permetre Eleuterio Mascart, el primer director del Centre de Meteorologia de França (avantpassat de Meteo-France creat el 1878) per instal·lar una petita estació d'observació a la part superior de la Torre Eiffel.
L'octubre de 1898 Eugenio Ducretet establí el primer enllaç de comunicació hertziana, entre la Torre Eiffel i el Panteó de París a 4 quilòmetres de distància.
El 1903, Gustave Eiffel donà suport, a càrrec seu, al projecte del capità Gustave Ferrie, que buscava establir una xarxa de telegrafia, sense finançament per l'exèrcit que en aquell moment prioritzava els senyals òptics i columbofília, considerades més fiables, mentre que la ràdio era encara als seus començaments. Ell acceptà la instal·lació d'una antena sobre de la torre i l'experiència va ser reeixida.
La Torre Eiffel tenia un potencial científic que calia ser explotat: les autoritats van decidir el 1910 estendre la concessió i operació per més de setanta anys. La torre resultava molt útil per ser el punt més alt a la regió de París i el seu transmissor de ràdio va estar estratègic a la Primera Guerra Mundial. Per la Torre Eiffel varen passar diversos missatges transcendentals com el "radiograma de la victòria", els que varen permetre frustrar la batalla del Marne, i els que conduïren a la detenció de Mata Hari.
Des de la dècada de 1920, la xarxa de ràdio estrictament militar que inclou el transmissor de la Torre Eiffel canvia a ús civil. Des de 1921, els programes de ràdio es transmeten regularment des de la Torre Eiffel i la ràdio Torre Eiffel es va inaugurar oficialment el 6 de febrer de 1922.
El 1925 la Torre Eiffel és l'escenari per al debut de TV França. La tècnica va anar millorant i les emissions, encara en fase experimental, es varen realitzar entre 1935 i 1939.
A l'alliberament de París, l'emissor de Telefunken Fernsehsender Paris s'utilitzà per a les primeres emissions en 441 línies. Després d'un incendi va estar substituït per un transmissor de 819 línies d'emissió fins a la interrupció d'emissions en blanc i negre de TF1.
El 1959, la instal·lació d'una nova antena de difusió fa assolir a la torre Eiffel un màxim de 320,75 metres i el senyal arriba a 10 milions de persones. El 2005 es va instal·lar un transmissor de TDT.

## Galeria fotogràfica

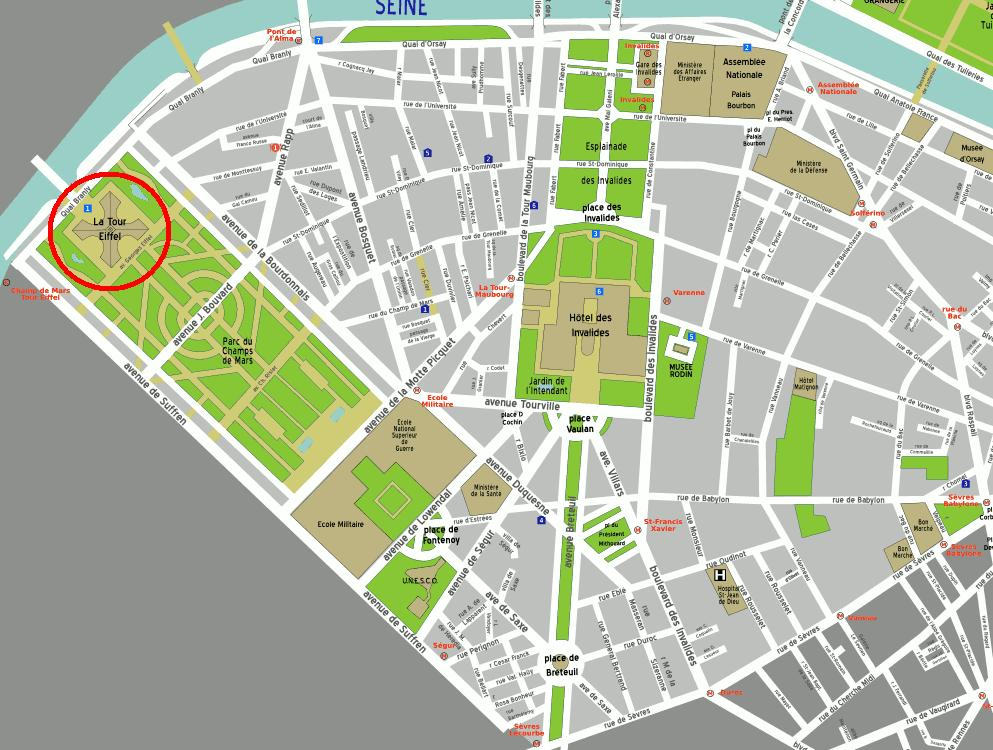
Localització de la Torre Eiffel a París, entre el riu Sena, i el Camp de Mart
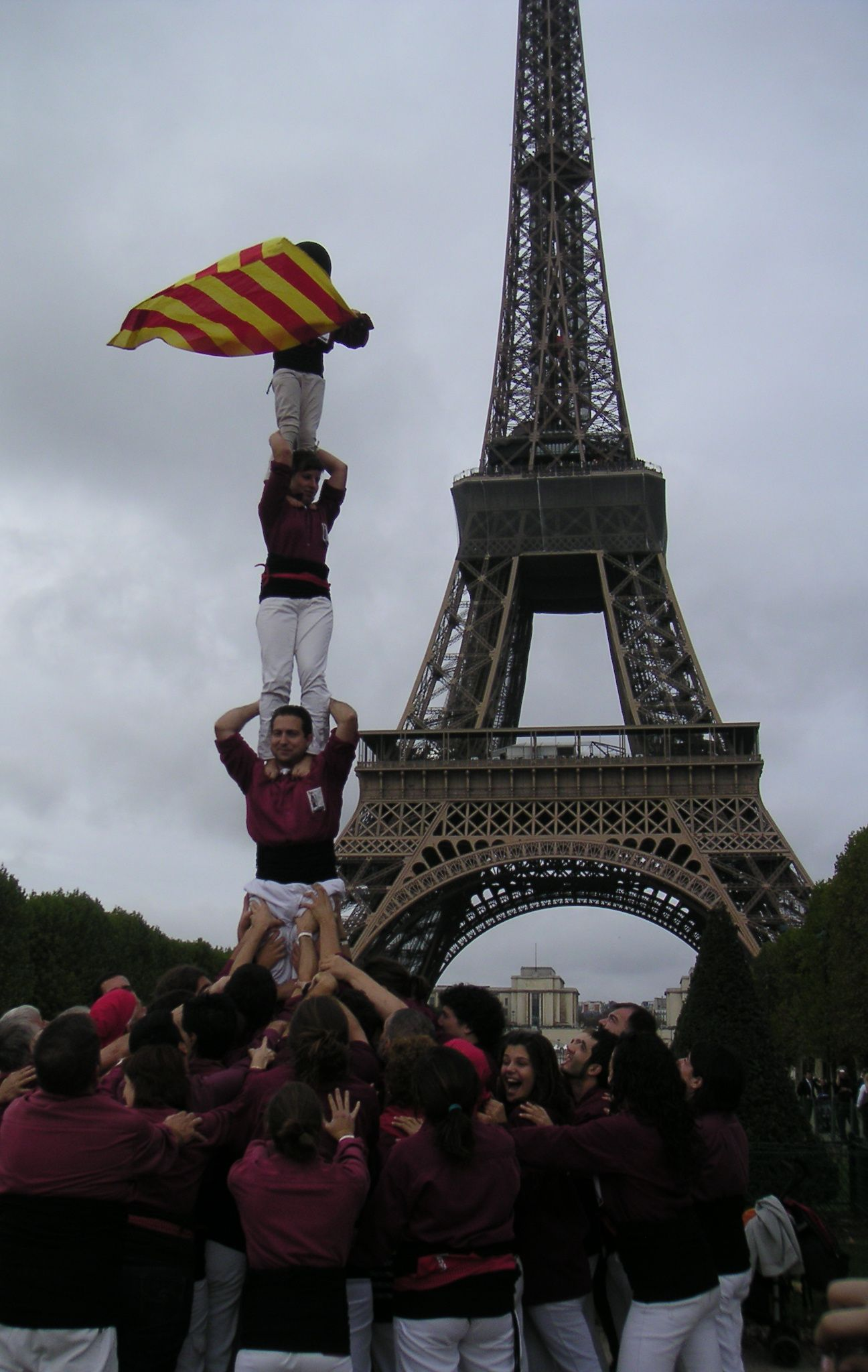
Castellers davant la torre Eiffel
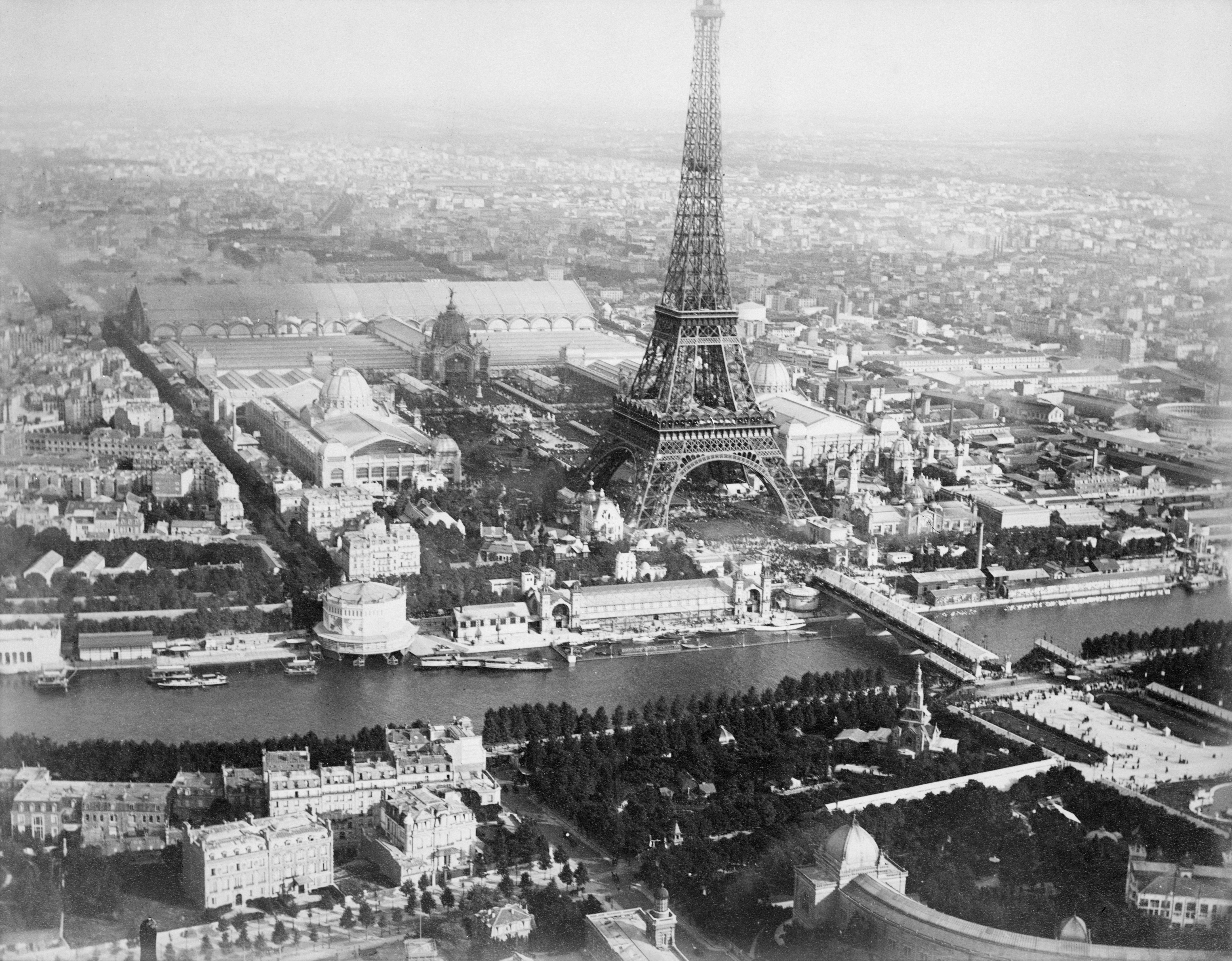
Foto des de globus per Alphonse Liébert (1889)
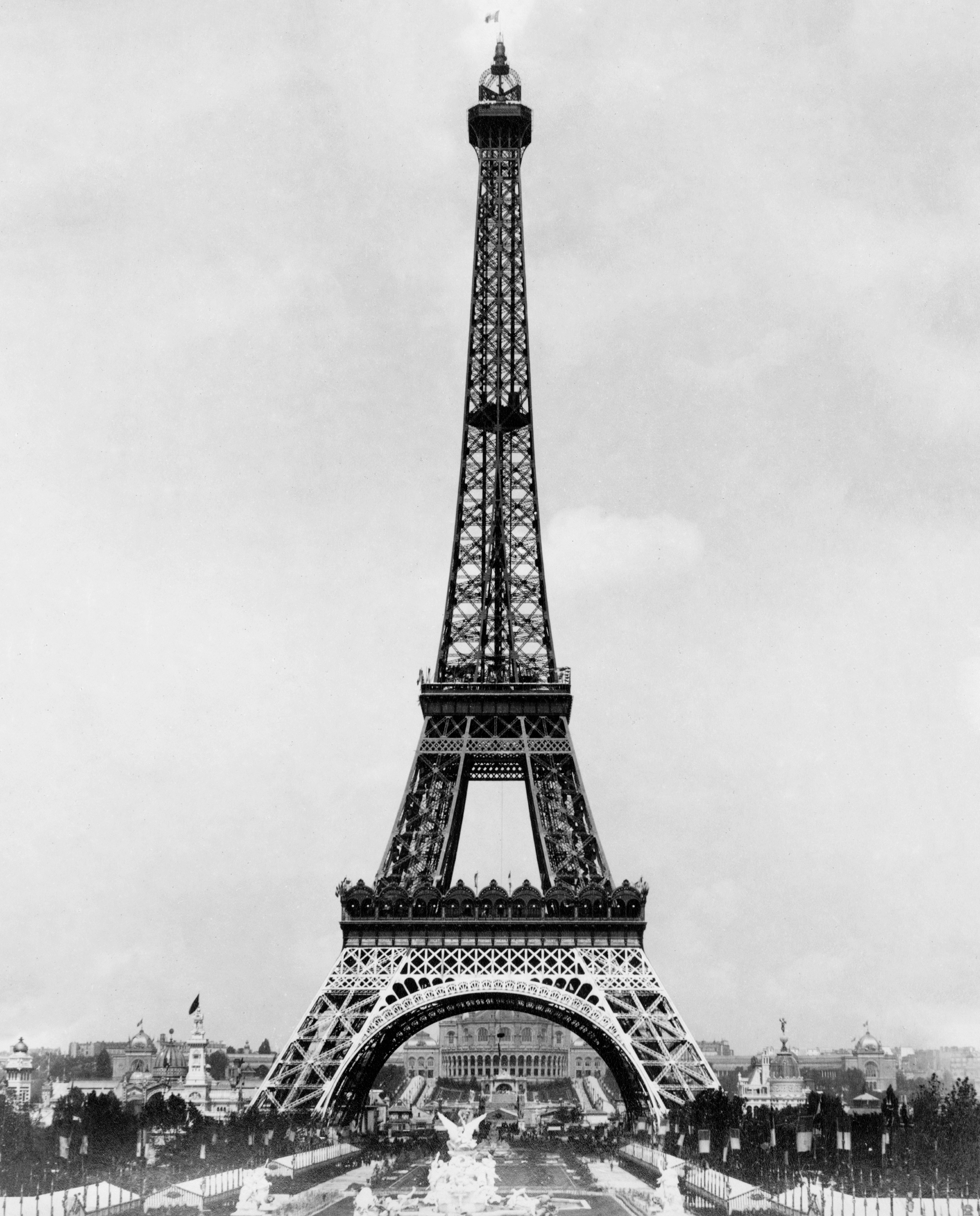
Vista general (1889)
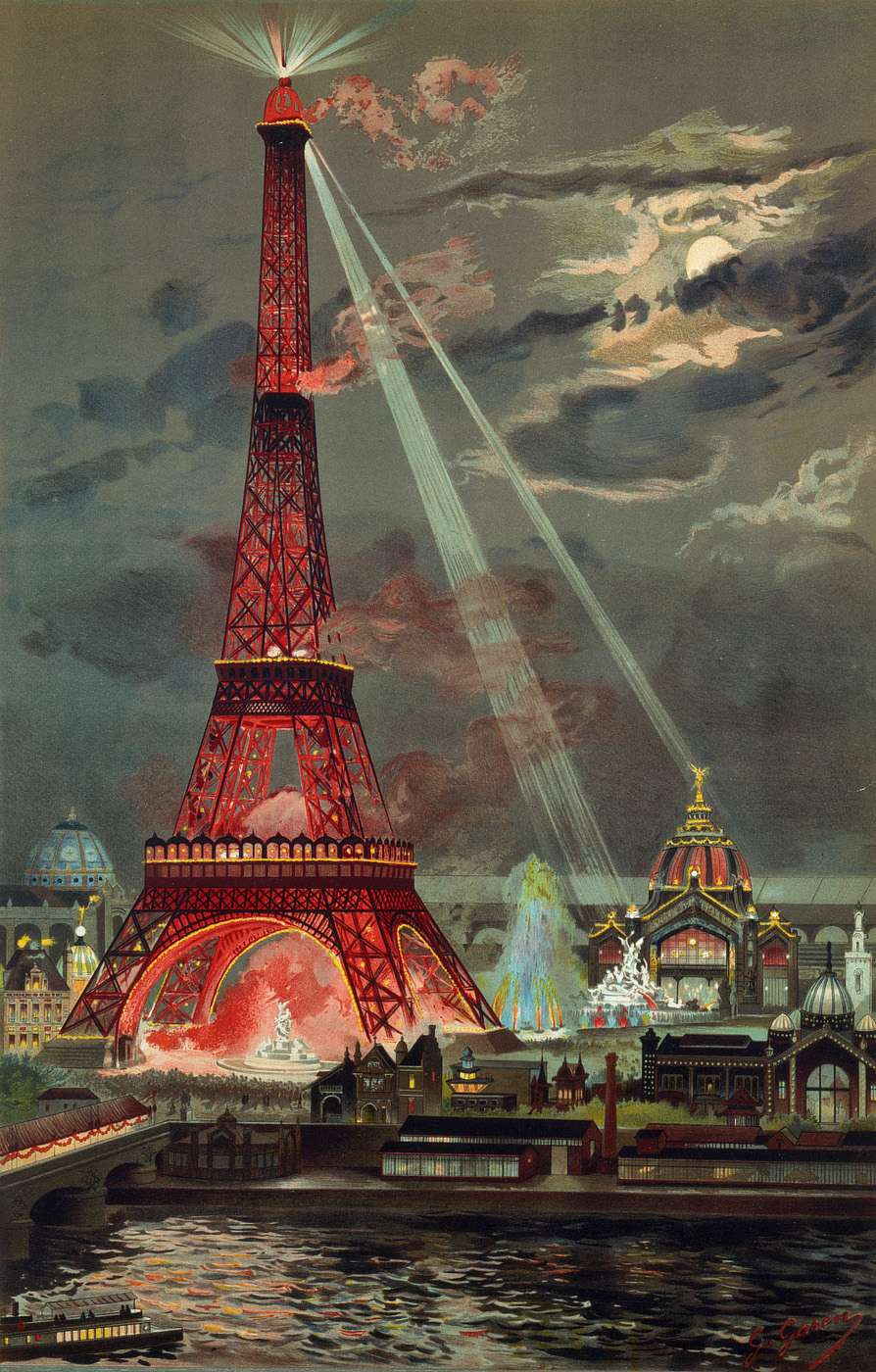
Embrasement de la Tour Eiffel pendant l'Exposition universelle de 1889, pintura de Georges Garen
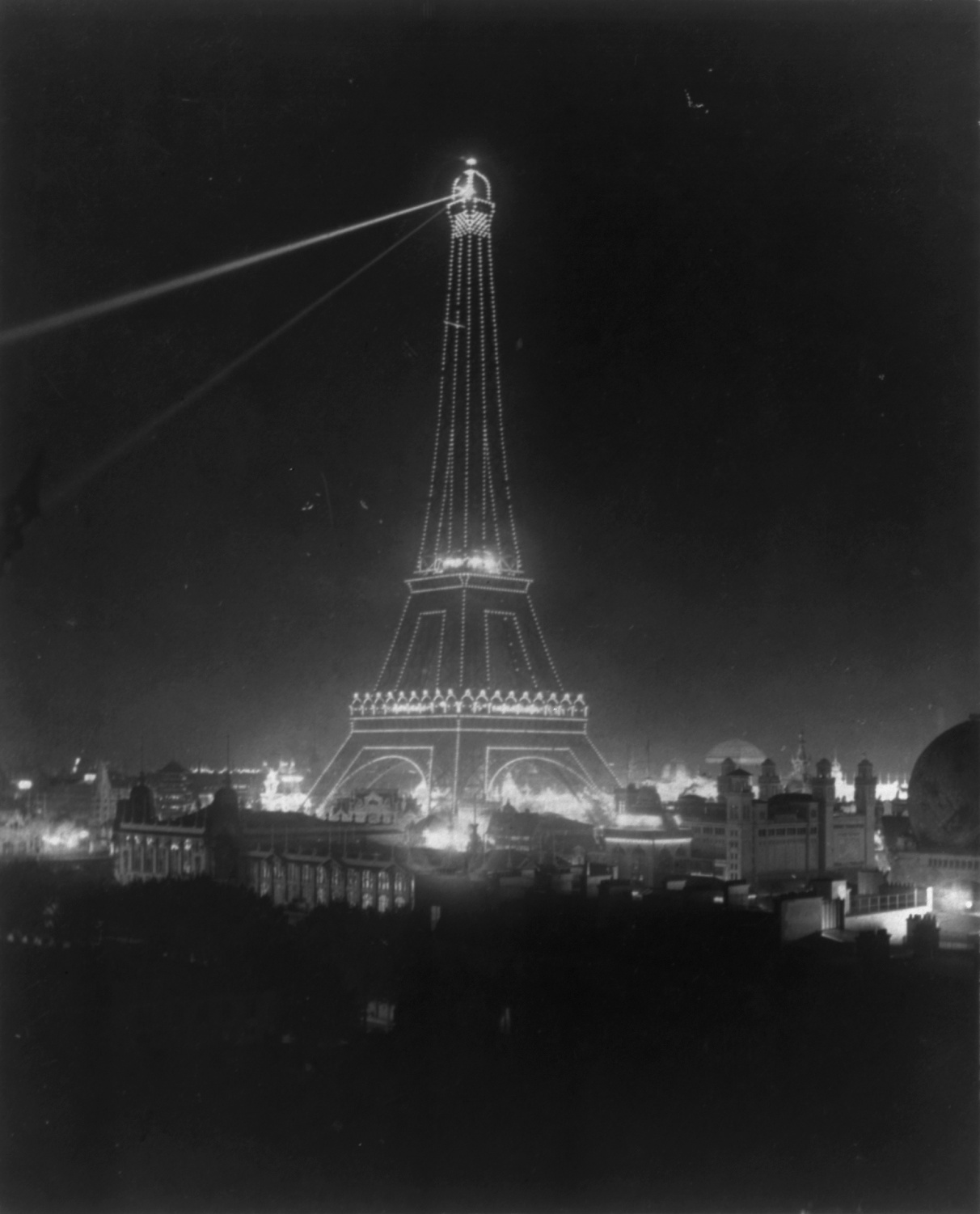
Fotografia de William Herman Rau (1855-1920) durant l'Exposició universal de 1900
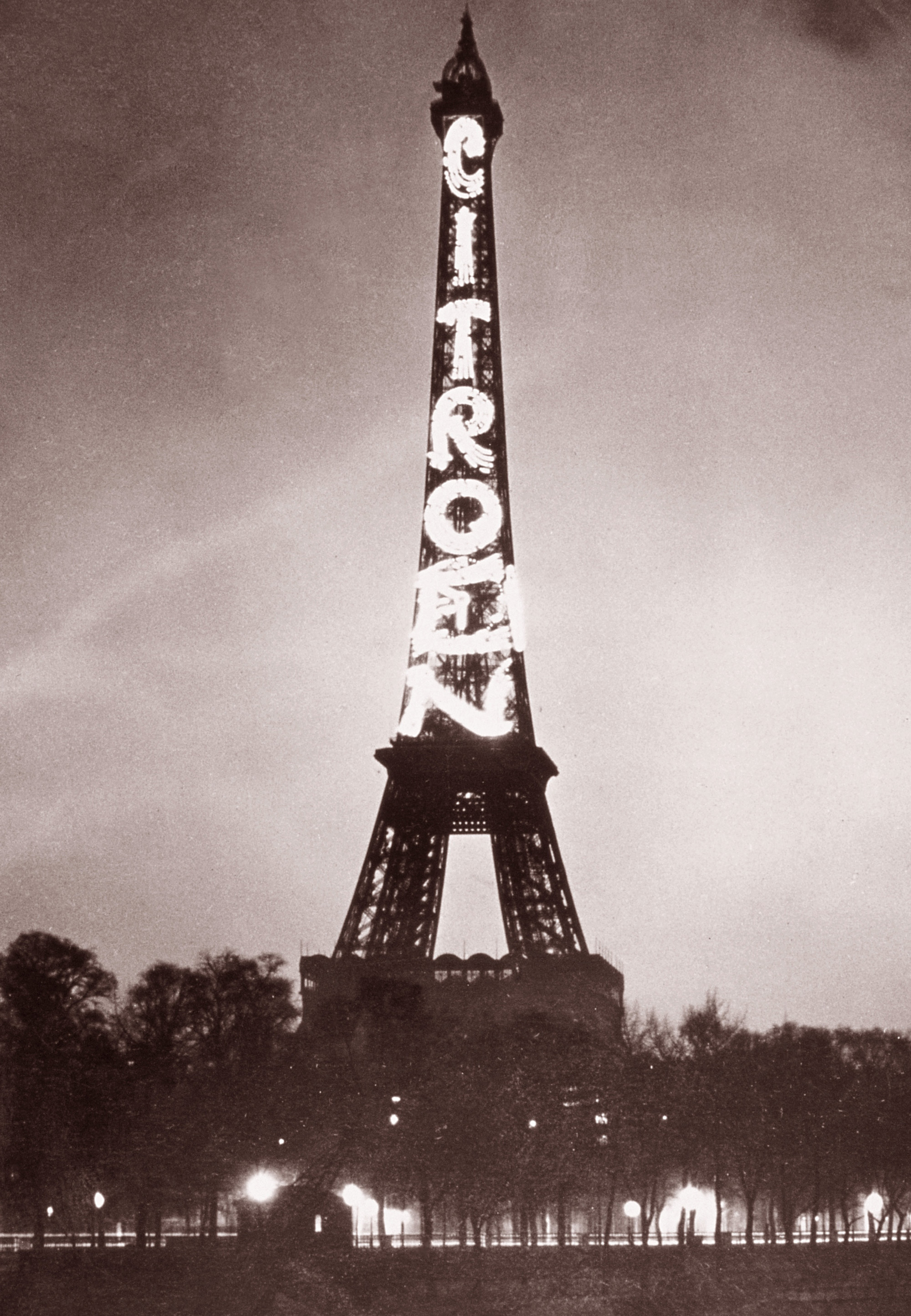
Fotografia amb publicitat de l'«Art Déco» imaginada per André Citroën (1925)
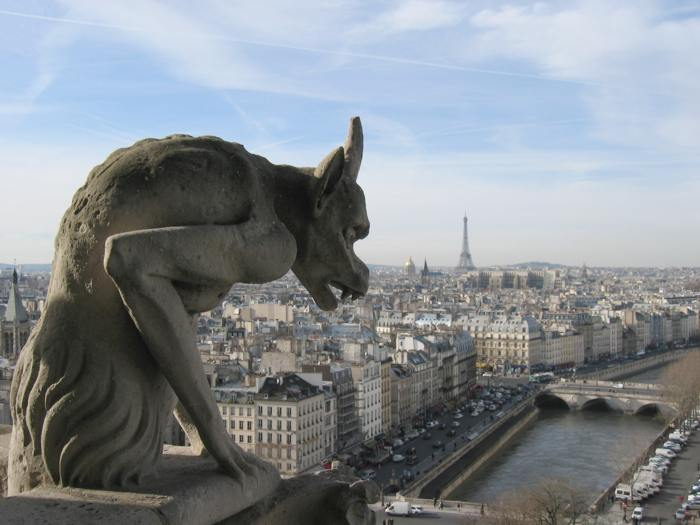
Vista des de la catedral de Notre-Dame
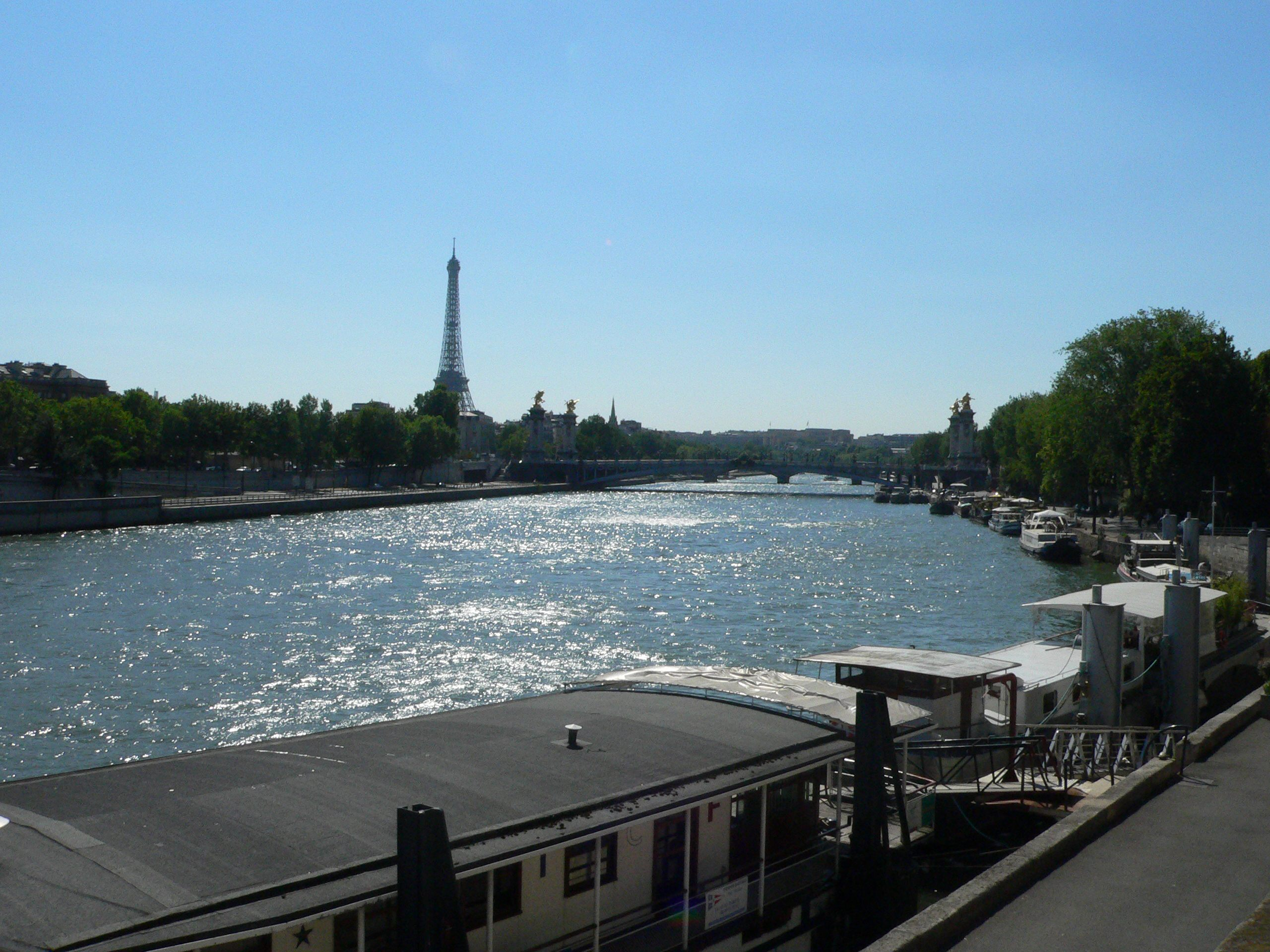
Vista des de la riba dreta del Sena
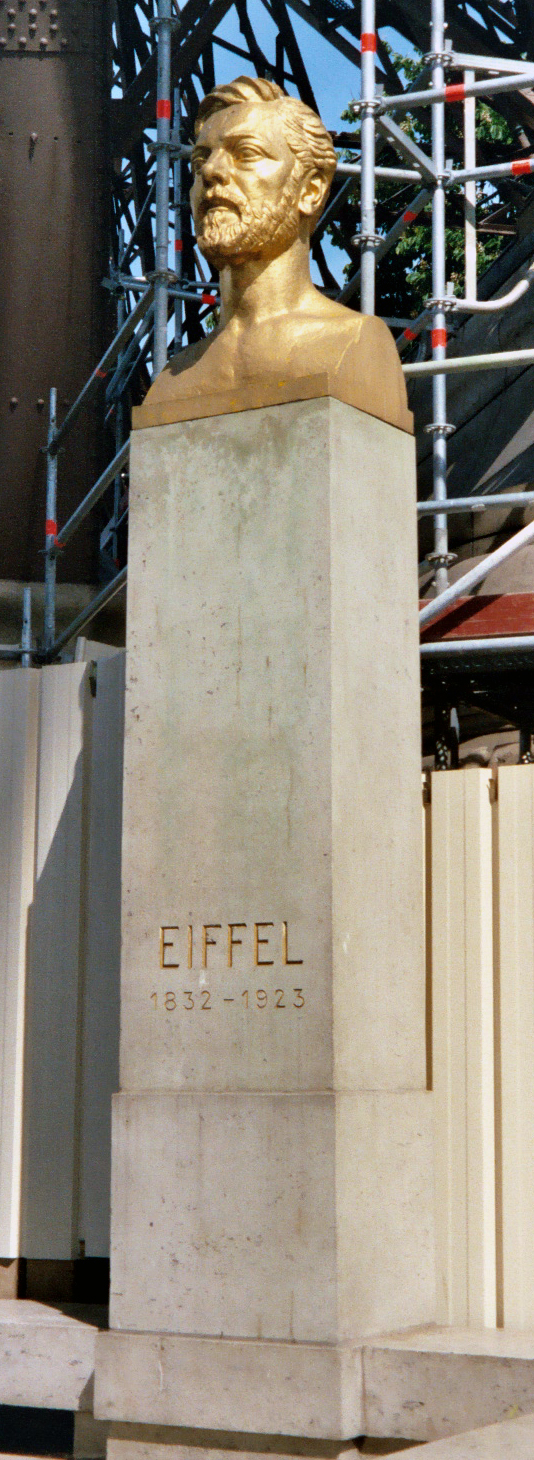
Bust d'Alexandre Gustave Eiffel al peu de la torre
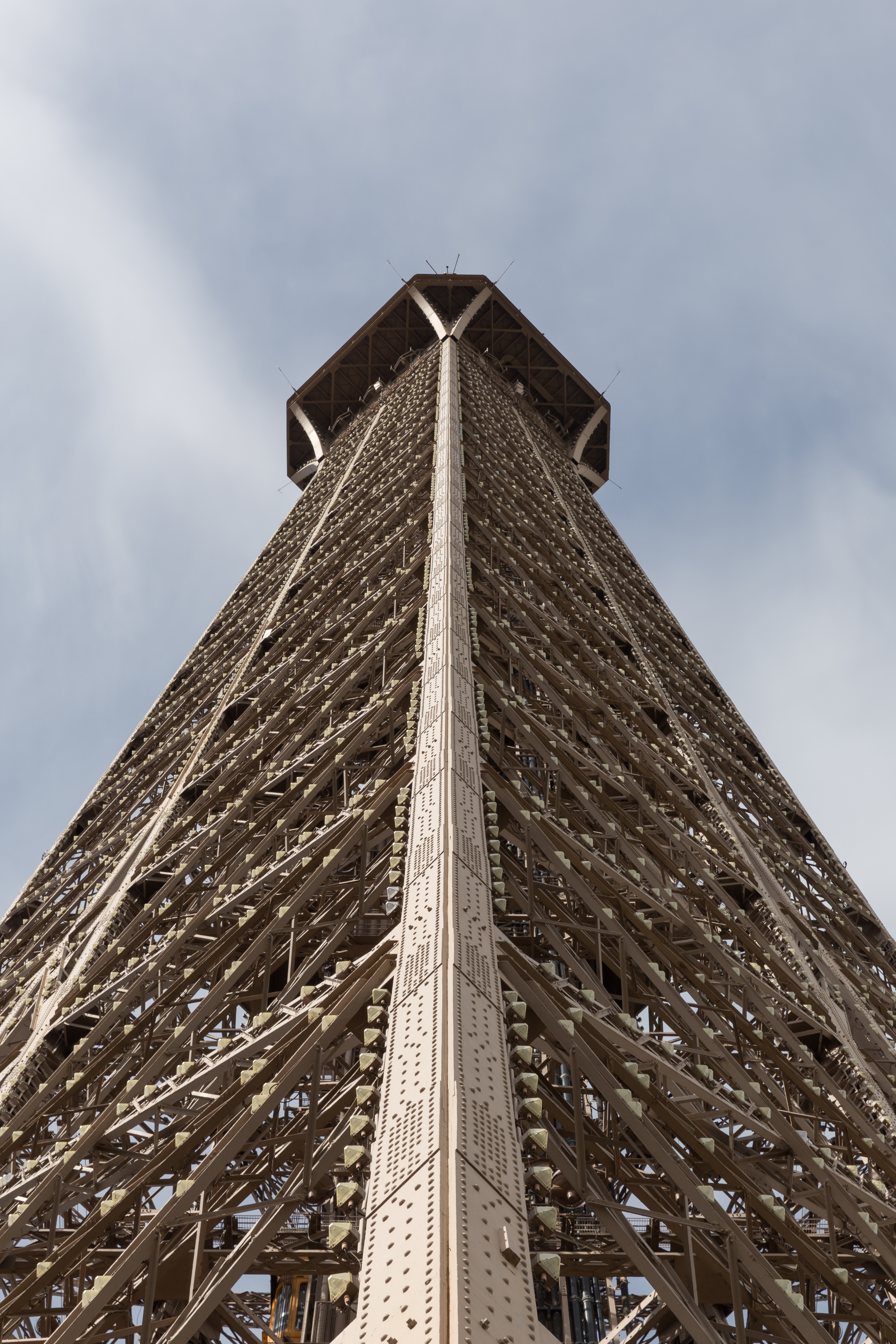